# Kåbtåjaure (Jokkmokks socken, Lappland, 736316-163549)
Kåbtåjaure är en sjö i Jokkmokks kommun i Lappland och ingår i Piteälvens huvudavrinningsområde. Sjön har en area på 0,673 kvadratkilometer och ligger 504 meter över havet. Kåbtåjaure ligger i Udtja Natura 2000-område.